# Nabil El Zhar
Nabil El Zhar, född 27 augusti 1986 i Alès i Frankrike, är en marockansk fotbollsspelare som spelar för Al Ahli.

## Biografi
El Zhar kom till Liverpool FC sommaren 2006 från den franska klubben AS Saint-Étienne. Han debuterade i det marockanska landslaget den 26 mars 2008 i en match som Marocko vann med 4-1 över Belgien, El Zhar gjorde ett av målen. Han kan spela som ytter och som anfallare.
Den 31 augusti 2010 meddelade Liverpool på sin officiella hemsida att man lånat ut El Zhar till PAOK FC säsongen 2010-2011.
I slutet av augusti 2011 skrev El Zhar på ett tvåårskontrakt med den spanska klubben Levante efter att han släppts från sitt kontrakt med Liverpool.